# Molophilus nesioticus
Molophilus nesioticus là một loài ruồi trong họ Limoniidae. Chúng phân bố ở miền Cổ bắc.